# Dolichopeza satsuma
Dolichopeza satsuma är en tvåvingeart som först beskrevs av Alexander 1918.  Dolichopeza satsuma ingår i släktet Dolichopeza och familjen storharkrankar. Inga underarter finns listade i Catalogue of Life.